# Littorophiloscia visayensis
Littorophiloscia visayensis is een pissebed uit de familie Philosciidae. De wetenschappelijke naam van de soort is voor het eerst geldig gepubliceerd in 2002 door Kim & Kwon.